# Zuckerfabrik Ciaotou

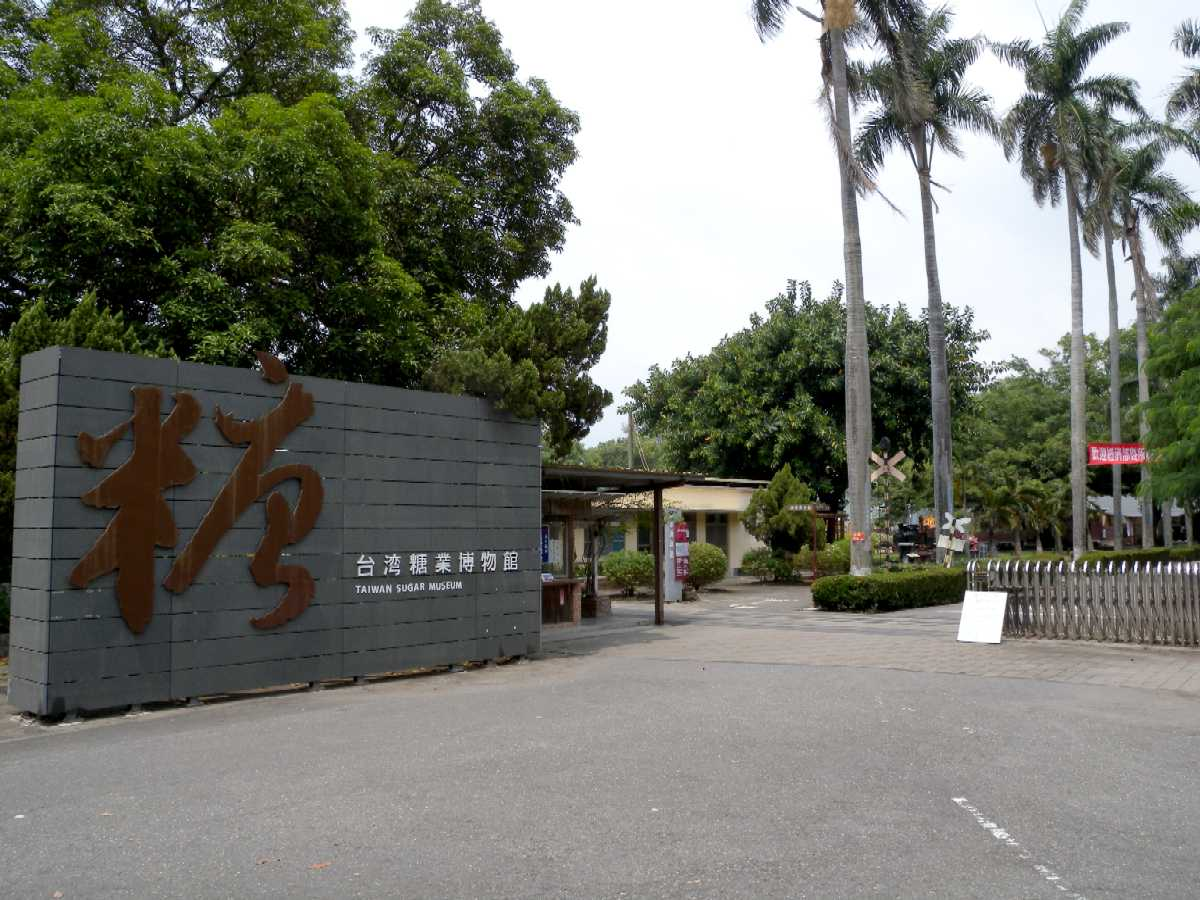
Einfahrt zum Gelände der Zuckerfabrik

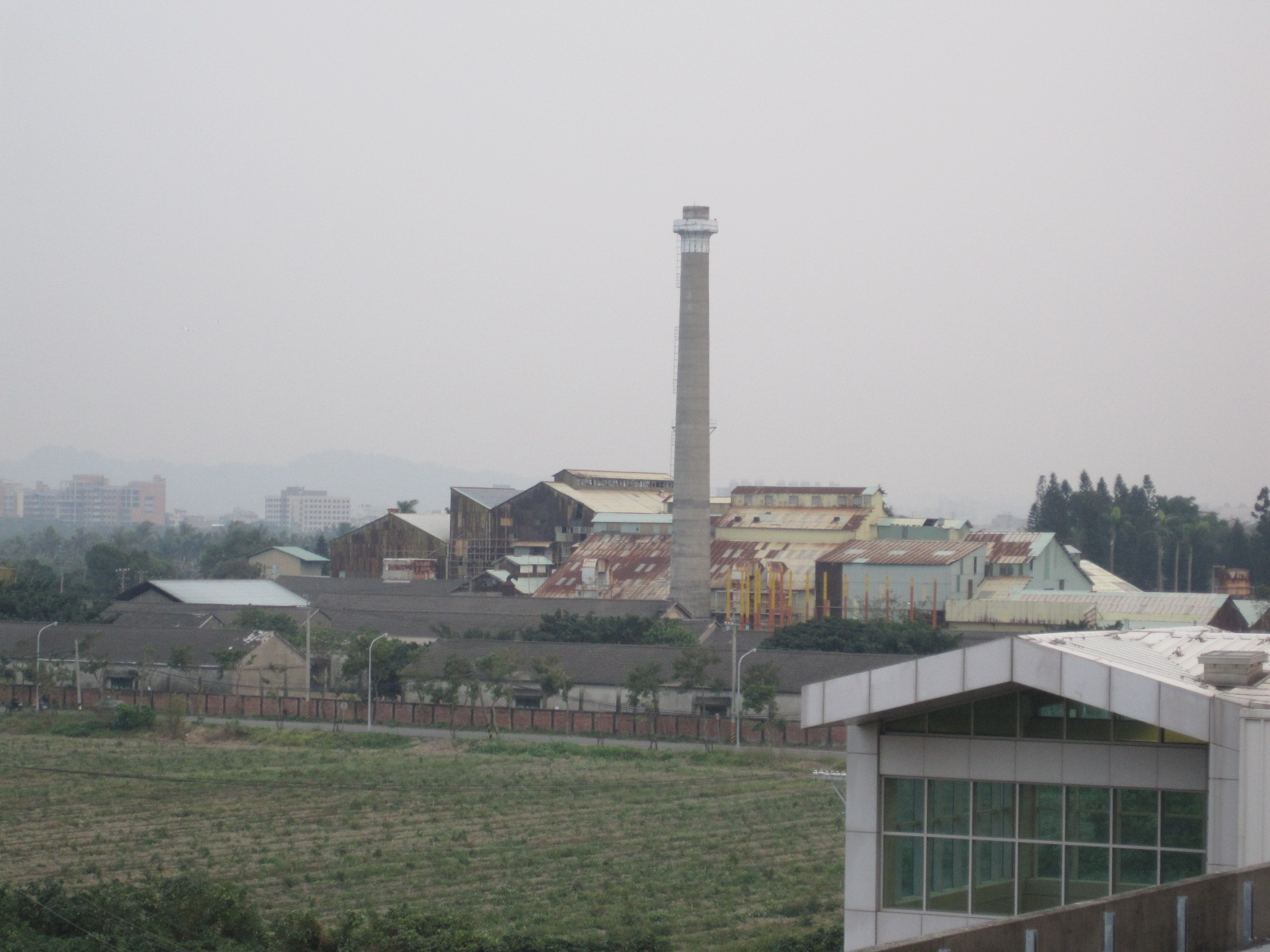
Außenansicht des Geländes

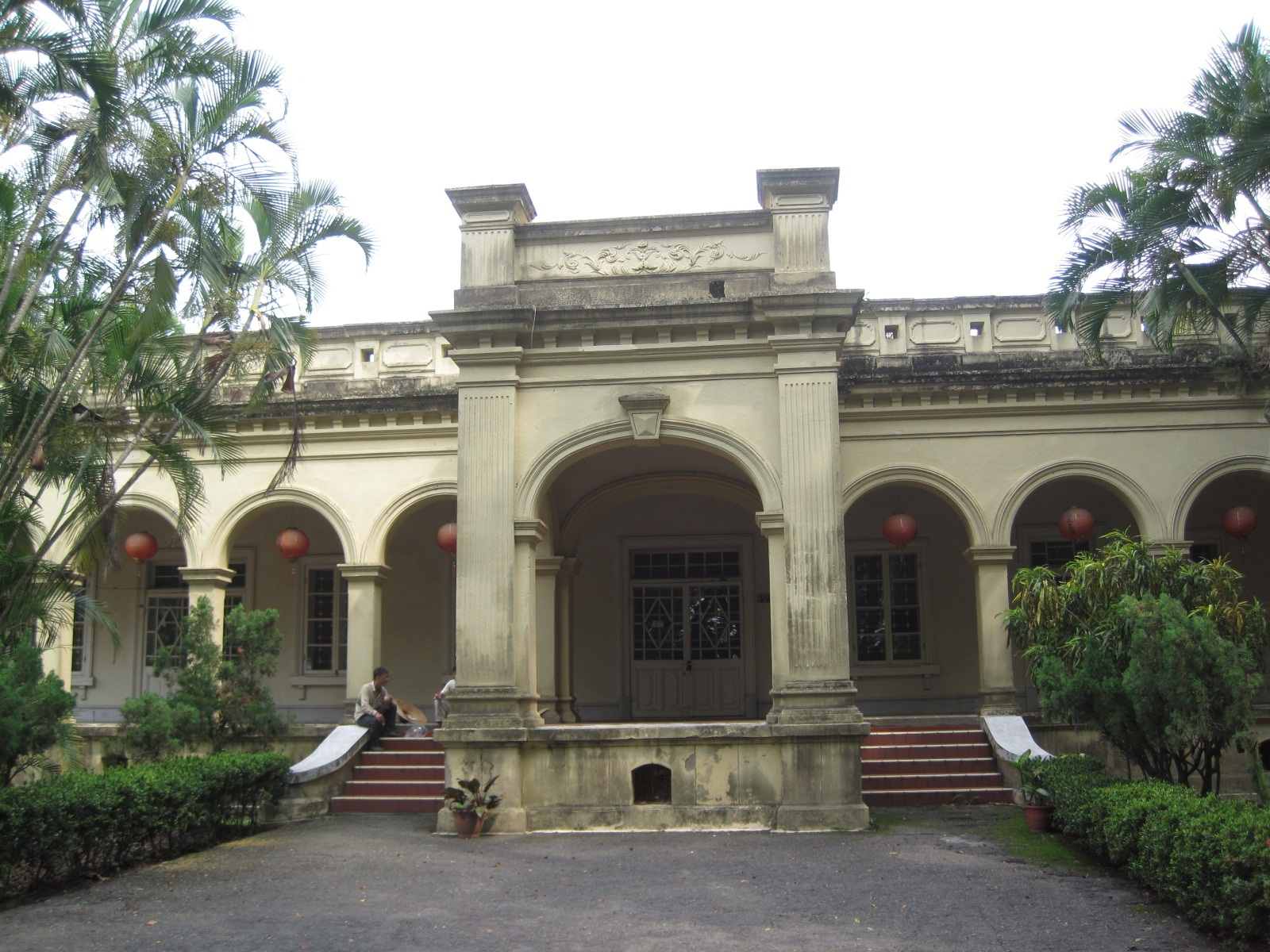
Das ehemalige Verwaltungsgebäude

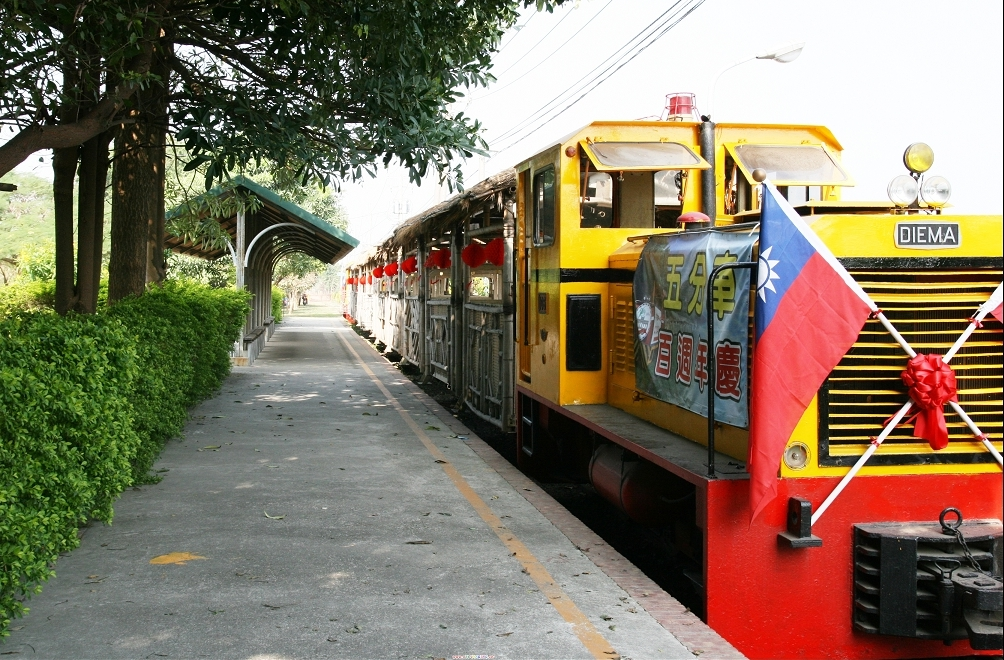
Die Eisenbahn

Die Zuckerfabrik Ciaotou (chinesisch: 橋頭糖廠 Qiáotóu Tángchăng) umfasst das Gelände einer stillgelegten Zuckerfabrik im Bezirk Ciaotou der taiwanischen Stadt Kaohsiung, auf dem sich heute ein Museum und andere Freizeiteinrichtungen befinden.

## Geschichte
Die Zuckerfabrik in Ciaotou wurde zur Zeit der japanischen Herrschaft über Taiwan im Jahr 1901 eröffnet und in den darauffolgenden Jahrzehnten kontinuierlich ausgebaut. Hintergrund war das Bestreben der Japaner, die Kultivierung von Zuckerrohr in Taiwan zu industrialisieren. Die Fabrik in Ciaotou war die erste moderne Zuckerraffinerie Taiwans. Im Pazifikkrieg wurden die Fabrikanlagen durch amerikanische Luftangriffe beschädigt. In dieser Zeit diente das Gelände der Zuckerfabrik auch als Kaserne für die japanische Armee. Nach dem Ende des Zweiten Weltkrieges und dem Abzug der Japaner wurden sämtliche japanischen Zuckerraffinerien in der staatlichen Taiwan Sugar Company zusammengefasst. Im Jahr 1966 wurde die Zuckerraffinerie im Kaohsiunger Stadtteil Xiaogang der Fabrik in Ciaotou angeschlossen. Durch das Sinken des internationalen Zuckerpreises begann in den 1970er Jahren ein Abschwung, der letztlich zur vollständigen Einstellung der Zuckerproduktion in Ciaotou im Juni 1999 führte. 
Aufgrund der geschichtlichen Bedeutung des Geländes erklärte die Regierung des Landkreises Kaohsiung die Zuckerfabrik im Jahr 2002 zu einem historischen Denkmal. Das Gelände wurde zu einer öffentlich zugänglichen Parkanlage, das im Jahr 2006 den Status eines Freilichtmuseums erhielt.

## Gebäude und Einrichtungen
Neben den Fabrikhallen, die der Zuckerproduktion dienten, befinden sich auf dem Gelände auch ehemalige Wohnheime der Arbeiter und Angestellten sowie das frühere Verwaltungsgebäude, in dem heute Ausstellungen zur Geschichte des Geländes stattfinden. Während die Holzbauten aus der Gründungszeit fast völlig verschwunden sind, kann man auch heute noch einige aus Ziegeln gebaute Häuser und die späteren Betongebäude besichtigen. Eine besondere Attraktion stellt die Eisenbahn entlang der ursprünglich dem Transport von Zuckerrohr und Zucker dienenden Gleise dar, die nun für den Tourismus geöffnet sind.

## Verkehr
Das Gelände ist durch eine Station der Kaohsiunger U-Bahn an das öffentliche Verkehrsnetz angeschlossen.